# Etien Velikonja
Etien Velikonja (Šempeter pri Gorici, 26 de diciembre de 1988) es un futbolista esloveno. Juega de delantero en el N. K. Kras Repen de la Eccellenza de Italia. Es el primo del también futbolista Tim Matavž.

## Selección nacional
Ha sido internacional con la selección de fútbol de Eslovenia en tres ocasiones.

## Clubes
| Club                     | País         | Año       |
| ------------------------ | ------------ | --------- |
| N. D. Gorica             | Eslovenia    | 2006-2010 |
| N. K. Maribor            | Eslovenia    | 2011-2012 |
| Cardiff City F. C.       | Gales        | 2012-2015 |
| Rio Ave F. C. (cedido)   | Portugal     | 2014      |
| Lierse S. K.             | Bélgica      | 2015-2016 |
| N. K. Olimpija Ljubljana | Eslovenia    | 2016      |
| Gençlerbirliği S. K.     | Turquía      | 2017      |
| Willem II                | Países Bajos | 2017-2018 |
| N. D. Gorica             | Eslovenia    | 2019      |
| NEC Nimega               | Países Bajos | 2019-2021 |
| N. D. Gorica (cedido)    | Eslovenia    | 2020-2021 |
| N. D. Gorica             | Eslovenia    | 2021-2023 |
| N. K. Kras Repen         | Italia       | 2023-     |

## Palmarés

### Campeonatos nacionales
| Título                 | Club               | País       | Año  |
| ---------------------- | ------------------ | ---------- | ---- |
| Prva SNL               | N. K. Maribor      | Eslovenia  | 2011 |
| Prva SNL               | N. K. Maribor      | Eslovenia  | 2012 |
| Copa de Eslovenia      | N. K. Maribor      | Eslovenia  | 2012 |
| Supercopa de Eslovenia | N. K. Maribor      | Eslovenia  | 2012 |
| EFL Championship       | Cardiff City F. C. | Inglaterra | 2013 |